# Synagoge (Bredevoort)

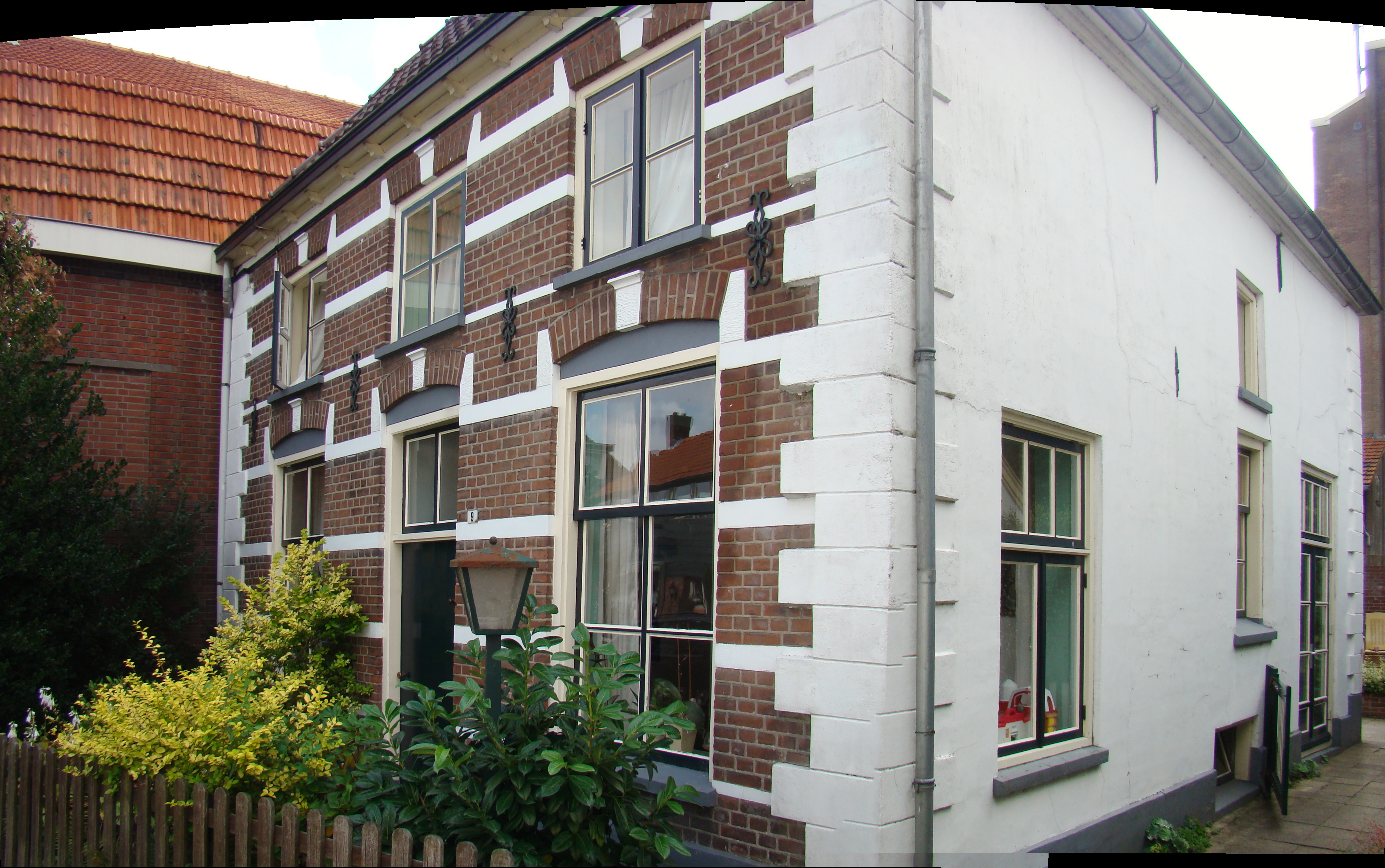
Ehemalige Synagoge in Bredevoort (2009)

Die Synagoge in Bredevoort, einem Ortsteil der Gemeinde Aalten in der niederländischen Provinz Gelderland, wurde in den 1860er Jahren errichtet. Die profanierte Synagoge hat die Adresse Vismarkt 9.
Juden sind in Bredevoort seit dem 17. Jahrhundert belegt. Die Jüdische Gemeinde Bredevoort hatte im Jahr 1840 mit circa 30 Mitgliedern ihren Höchststand erreicht.
Die Synagoge, in der bis zum Ersten Weltkrieg Gottesdienste stattfanden, wurde 1920 verkauft und wird seitdem als Wohnhaus genutzt.  